# Marit Mikkelsplass
Marit Elisabeth Mikkelsplass (f. Wold), född 22 februari 1965, är en f.d norsk längdskidåkare. 
Mikkelsplass tävlade i världscupen mellan åren 1985 och 1998. Totalt blev det två segrar i världscupen på 65 starter. Mikkelsplass var med i tre olympiska spel där hon totalt tog tre silvermedaljer, varav två kom i stafett. Hon deltog även i fyra världsmästerskap och även här blev det tre medaljer. 
Mikkelsplass är gift med den tidigare norske längdåkaren Pål Gunnar Mikkelsplass.